# Pecos, Teksas
Pecos je grad u američkoj saveznoj državi Teksas. Prema popisu stanovništva iz 2010. u njemu je živjelo 8.780 stanovnika.